# New Buffalo
New Buffalo est une ville américaine de l’État du Michigan, située dans le comté de Berrien. Sa population était de 2 200 habitants d'après le recensement de 2000.

## Géographie
Selon le bureau du recensement des États-Unis, la superficie totale de New Buffalo est de 6,4 km², dont 6,3 km² de terre  et 0,1 km² (2.02%) d'eau. La ville se situe au bord du lac Michigan et possède un port de plaisance.

## Économie
New Buffalo est une ville touristique en raison de son emplacement privilégié au bord du lac Michigan et de sa proximité avec Chicago. En conséquence, le tourisme constitue le secteur d'activité le plus important de la ville.

## Transports
Amtrak assure un service ferroviaire à raison de six trains par jour vers la gare de New Buffalo. En outre, les autoroutes US-12 et I-94 permettent de relier New Buffalo à Détroit et Chicago.

## Personnalités liées à la commune
- James L. Ziemer, CEO de Harley-Davidson
- Dennis Farina, acteur et producteur
- Kyle Korver, joueur de basket-ball
- Ronnie James Dio, musicien
- Roger Ebert, journaliste et critique de film
- Louis Farrakhan, dirigeant de l'organisation Nation of Islam
- Richard M. Daley, ancien maire de Chicago
- Common, rappeur et acteur
- Roger Brown, ancien joueur de basket-ball